# آنا فيهير
آنا فيهير (بالمجرية: Fehér Anna)‏ هي لاعبة جمباز فني مجرية، ولدت في 24 سبتمبر 1921 في بودابست في المجر، وتوفي بنفس المكان في 30 ديسمبر 1999.

## وصلات خارجية
- آنا فيهير على موقع اللجنة الأولمبية الدولية (الإنجليزية)
- آنا فيهير على موقع أوليمبيديا (الإنجليزية)